# Olivet (New Jersey)
Pour les articles homonymes, voir Olivet.
Olivet est une communauté non incorporée et une census-designated place du comté de Salem, dans l'État du New Jersey, aux États-Unis. En 2020, elle compte une population de 1 297 habitants.